# Dare to Dream: A Study in the Imagination of a Ten-Year-Old Boy
Pour les articles homonymes, voir Dare to Dream.
Dare to Dream: A Study in the Imagination of a Ten-Year-Old Boy est un jeu d'aventure informatique publié par Epic MegaGames en 1993. Il s'agit du deuxième jeu vidéo créé par Cliff Bleszinski. 